# Isak Grimholm
Isak Grimholm, född 25 mars 1985 i Örnsköldsvik, är en svensk backhoppare. Han hoppar för IF Friska Viljor. Han har deltagit i flera världscupdeltävlingar sedan säsongen 2002/2003 
Han nådde också framgångar vid skidflygningstävlingar i Planica 2007 och innehar svenskt rekord i skidflygning på 207,5 meter.